# Anaplectoidea popovi
Anaplectoidea popovi är en kackerlacksart som beskrevs av Bei-Bienko 1969. Anaplectoidea popovi ingår i släktet Anaplectoidea och familjen småkackerlackor. Inga underarter finns listade i Catalogue of Life.